# Черноголовый ринхокаламус
Черноголовый ринхокаламус, или черноголовый ринхокалямус, или ринхокалямус Сатунина (лат. Rhynchocalamus melanocephalus) — вид змей семейства ужеобразных.
Небольшая змея со стройным телом длиной 36-40 см. Чешуя на спине гладкая и блестящая. Глаза маленькие, с чёрной радужиной. Голова покрыта симметричными большими щитками. Окраска верха может меняться от светлой до оранжевой, без явно выраженного рисунка, за исключением шеи и головы. Брюхо чисто белое.
Вид широко распространён в Армении, Азербайджане, Египте, Израиле, Иордании, Иране, Ливане, Сирии и Турции.
Обитает в пустынных районах, районах с сухой почвой, горах, холмах, лугах, зарослях и степях. Этот роющий вид проводит большую часть своей жизни под землёй, что в значительной степени зависит от влажности почвы. Он может быть найден в редких случаях, в основном под камнями, или крайне редко на поверхности после сильных дождей в конце весны и в начале лета.
Этот маленький хищник охотится на личинок и яйца муравьев, и, возможно, других беспозвоночных.
Вид включён в Красные книги Армении и Азербайджана.